# 九寨溝地震
九寨溝地震（きゅうさいこうじしん）は、2017年8月8日21時19分 （UTC+8 CST　UTC13時19分）に中華人民共和国四川省アバ・チベット族チャン族自治州九寨溝県で発生したMs 7.0の地震である。

## 地震活動
世界遺産として知られる九寨溝付近を震央とした陸域の震源の浅い地震で、北西から南東走向の左横ずれ断層として活動した地震と推定される。本震の地震動は震央の四川省の他、甘粛省、青海省、寧夏省、陝西省など広い範囲で観測された。

## 被害・影響

### 人的・家屋被害
震源地（甘海子付近）の東北直線約13kmの九寨溝県漳扎鎮において大きな被害が確認されており、8月9日13時10分(CST)現在で19人の死亡と247人の負傷が確認された。地震発生直後から建物の損壊や崖崩れなどの被害や負傷者の報告が確認されている。発震当日の8月8日には38,799人の観光客が九寨溝に訪れていた。

### ライフライン・交通機関
地震発生直後に九寨溝県の全域が停電した。
公共交通機関への影響として、震央から南南西40kmの場所にある四川九寨黄龍空港は8月8日の航空機3便が運休となった。

### 世界遺産・文化財への被害
九寨溝の湖の1つ・「火花海」が決壊して、湖水が干上がり、湖底が露出した。また、ノリランの滝も周辺の山崩れにより、水がなくなった。

## 中国国内の反応
四川省人民政府情報局は地震発生を受け21時26分(CST)に地震対策本部を設置した。中国地震局は22時15分に初動対策部隊として作業チームを現地へ派遣し、I級の緊急対応を開始、8月9日00時24分にII級の緊急対応を開始した。
九寨溝当局は、8月9日の九寨溝への観光客の受け入れを全て停止した。